# Matemàtica inca

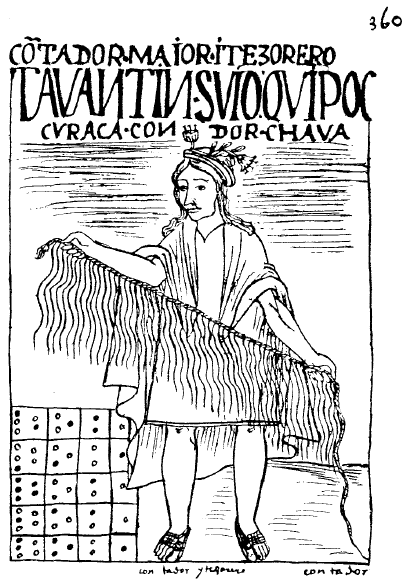
Quipukamayuq amb el seu quipu i una yupana, els principals instruments que van usar els inques en matemàtiques.

La matemàtica inca —o matemàtica de Tawantinsuyu— fa referència al conjunt de coneixements numèrics i geomètrics i als instruments desenvolupats i usats en la nació dels inques abans de l'arribada dels espanyols.
Es pot caracteritzar, principalment, per la seva capacitat de càlcul en l'àmbit econòmic. Els quipus i yupanes són mostra de la importància que va aconseguir l'aritmètica en l'administració estatal incaica. Això es va plasmar en una aritmètica senzilla però efectiva, per a finalitats comptables, basada en el sistema decimal; van conèixer el zero, i van dominar l'addició, la resta, la multiplicació i la divisió. Va tenir un caràcter eminentment aplicable a tasques de gestió, d'estadística i de mesurament. Lluny de l'esbós euclidià de la matemàtica com un corpus deductiu. Apta i útil per a les necessitats d'una administració centralitzada.
D'altra banda, la construcció de camins, canals i monuments, així com el traçat de ciutats i fortaleses, va exigir el desenvolupament d'una geometria pràctica, que va ser indispensable per a la mesura de longituds i superfícies, a més del disseny arquitectònic. Tots plegats van desenvolupar importants sistemes de mesura de longitud i capacitat, els quals van prendre parts del cos humà com a referència. A més a més, utilitzaren objectes adequats o accions que permetien apreciar el resultat d'una altra manera, però pertinent i efectiva.

## Sistema de numeració dels inques

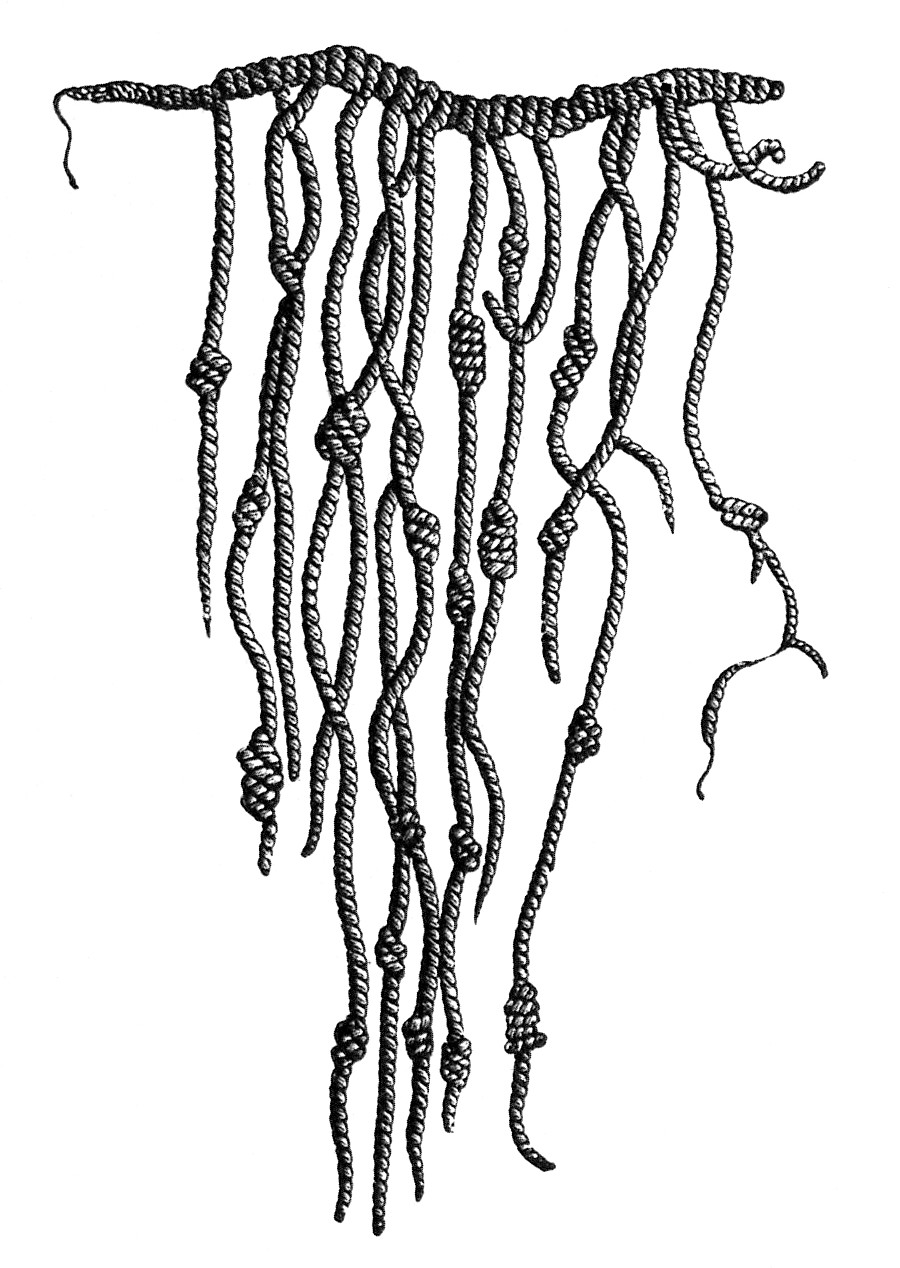
Representació d'un quipu, instrument de comptabilitat i mnemotècnic inca.

El sistema de numeració imperant era el de base decimal. Una de les principals referències que confirmen això són les cròniques que presenten una jerarquia d'autoritats organitzades, usant el sistema de numeració decimal amb el seu aritmòmetre: el Quipu.
| Encarregat             | Quantitat de famílies |
| ---------------------- | --------------------- |
| Puriq                  | 1 família             |
| Pisqa kamayuq          | 5 famílies            |
| Chunka kamayuq         | 10 famílies           |
| Pisqa chunka kamayuq   | 50 famílies           |
| Pachak kamayuq         | 100 famílies          |
| Pisqa pachaka kamayuq  | 500 famílies          |
| Waranqa kamayuq        | 1000 famílies         |
| Pisqa waranqa kamayuq  | 5000 famílies         |
| Chunka waranqa kamayuq | 10 000 famílies       |

També es pot confirmar l'ús del sistema decimal en l'incari, per mitjà de la interpretació dels quipus, que estan organitzats de manera que els nusos d'acord a la seva ubicació poden representar: unitats, desenes, centenes, etc.
No obstant això, la principal confirmació d'aquest sistema, s'expressa en la denominació dels nombres en quechua, que els nombres van desenvolupant-se de manera decimal, com es pot apreciar en el següent quadre (el quechua usat és el de Cuzco).
| Nombre | Quechua | Nombre | Quechua             | Nombre    | Quechua        |
| ------ | ------- | ------ | ------------------- | --------- | -------------- |
| 1      | Huk     | 11     | Chunka hukniyuq     | 30        | Kimsa chunka   |
| 2      | Iskay   | 12     | Chunka iskayniyuq   | 40        | Tawa chunka    |
| 3      | Kimsa   | 13     | Chunka kimsayuq     | 50        | Pisqa chunka   |
| 4      | Tawa    | 14     | Chunka tawayuq      | 60        | Suqta chunka   |
| 5      | Pisqa   | 15     | Chunka pisqayuq     | 70        | Qanchis chunka |
| 6      | Suqta   | 16     | Chunka suqtayuq     | 80        | Pusaq chunka   |
| 7      | Qanchis | 17     | Chunka qanchisniyuq | 90        | Isqun chunka   |
| 8      | Pusaq   | 18     | Chunka pusaqniyuq   | 100       | Pachak         |
| 9      | Isqun   | 19     | Chunka isqunniyuq   | 1000      | Waranqa        |
| 10     | Chunka  | 20     | Iskay chunka        | 1 000 000 | Hunu           |

## Sistemes de comptabilitat

### Quipus

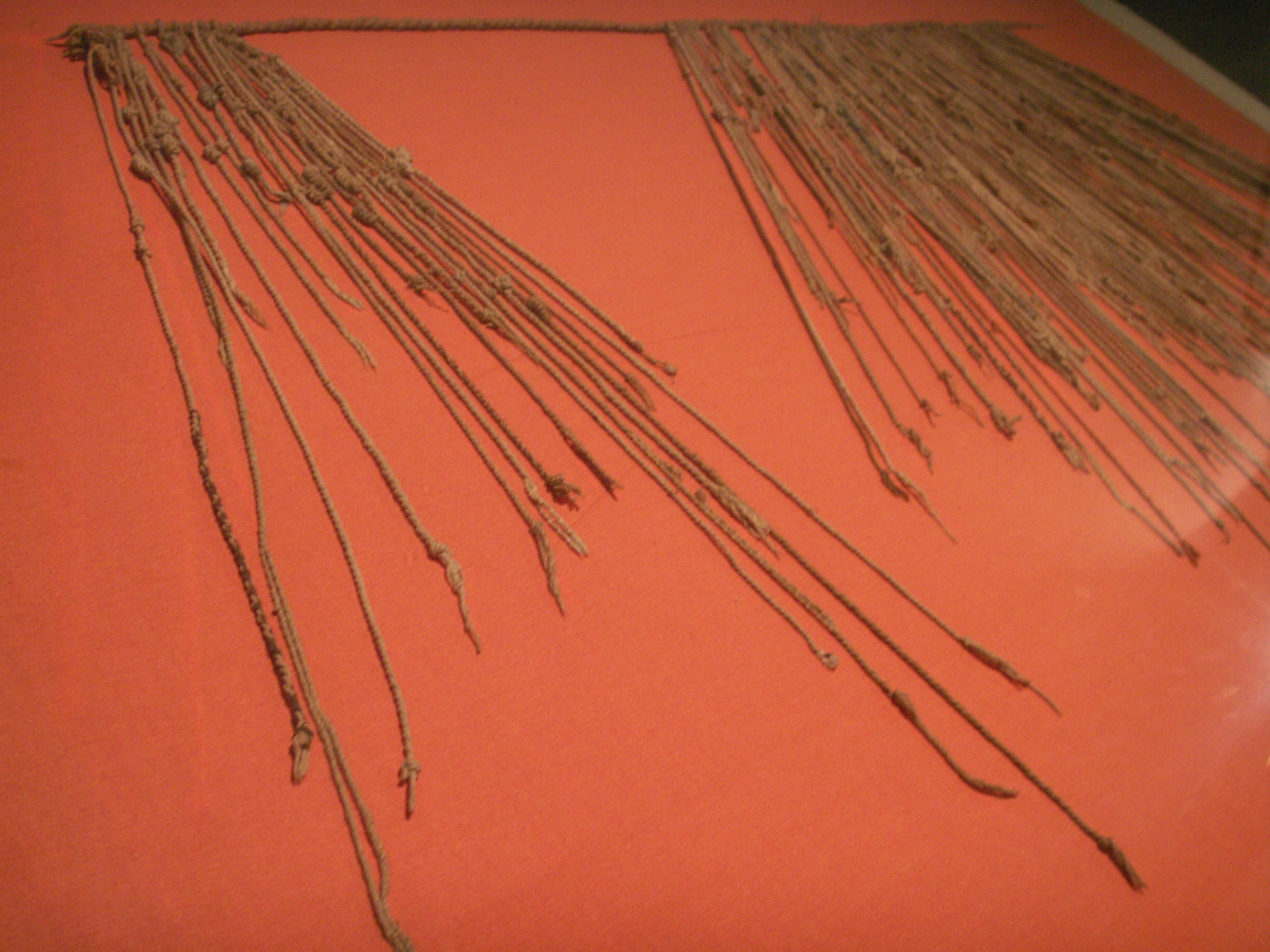
Quipus incaics, elements fonamentals en l'administració i comptabilitat de l'Imperi inca.

Els quipus van constituir un sistema mnemotècnic basat en cordes nuades, mitjançant les quals es registraven tot tipus d'informació quantitativa o qualitativa; si es tractaven de resultats d'operacions matemàtiques, només s'anul·laven les realitzades anteriorment en els "àbacs inques" o yupanes. Si bé una de les seves funcions es relaciona amb la matemàtica a l'ésser un instrument capaç de comptabilitzar, també era utilitzat per guardar informació de notícies de sumes de productes i de subsistències conservades en els dipòsits estatals. Fins i tot, hi ha els qui esmenten als quipus com a instruments on els inques deixaven (d'una manera diferent a l'escrit) les seves tradicions i història.
Diversos cronistes esmenten a més l'ús del quipus per guardar notícies històriques, no obstant això, encara no s'ha descobert com funcionava aquest sistema. En el Tahuantinsuyo, era personal especialitzat el qui manejava les cordes, se'ls coneixia com quipucamayoc i podia arribar a tenir al seu càrrec les cordes de tota una regió o suyu. Si bé la tradició està perdent-se, els quipus continuen usant-se com a instruments mnemotècnics en alguns poblats indígenes on serveixen per registrar els productes de les collites i els animals de les comunitats.
Segons el cronista jesuïta Bernabé Cobo (1983 [1653]: 253-254), els Inques designaven a certs especialistes les tasques relatives a la comptabilitat. Aquests especialistes eren anomenats quipo camayos, en els quals els Inques posaven tota la seva confiança. En el seu estudi de la mostra de quipu VA 42527 (Museum für Völkerkunde, Berlín), Sáez-Rodríguez (2013) va observar que, amb la finalitat de tancar els llibres de comptabilitat de les chacras, alguns nombres eren ordenats segons el seu valor al calendari agrícola, dels quals s'encarregava directament el khipukamayuq.

### Yupanes

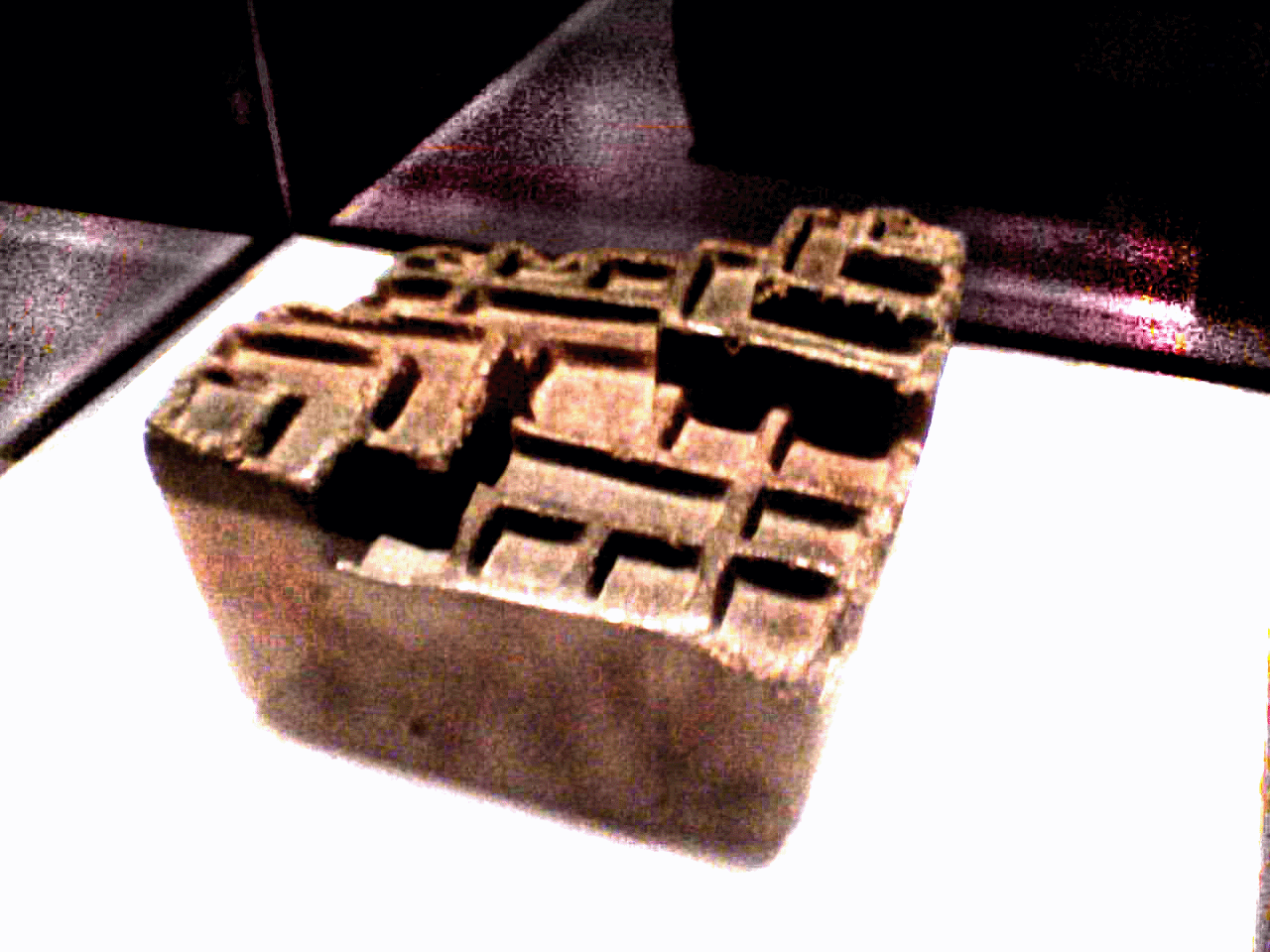
Yupana, conegut també com a àbac inca. El seu potencial de comptabilitat és encara molt discutit.

En el cas de la informació numèrica, les operacions matemàtiques eren realitzades prèviament en els àbacs o yupanes. Aquests podien ser de pedra tallada o de fang, tenien casellers o compartiments que corresponien a les unitats decimals i s'explicava o assenyalava amb l'ajut de pedretes o grans de blat de moro o quinoa. Es podien indicar unitats, desenes, centenes, etc, d'acord a si estaven implícites en cada operació.
Recerques recents en relació als yupanes suggereixen que eren capaços de calcular xifres considerables basant-se en un sistema probablement no decimal, sinó basats en relació al número 40. De ser cert, és curiós notar la coincidència entre la progressió geomètrica aconseguida en el yupana i els actuals sistemes de processament; d'altra banda també resulta contradictori el fet de basar el seu sistema de comptabilitat en el número 40, de seguir les recerques i confirmar-se aquest fet, caldria comparar el seu ús amb el sistema decimal, que segons la tradició històrica i recerques anteriors, era el que usaven els inques.
A l'octubre de 2010, l'investigador peruà Andrés Chirinos amb el suport de l'Agència Espanyola de Cooperació Internacional per al Desenvolupament (AECID), revisant dibuixos i descripcions antigues del cronista indígena Guaman Poma d'Ayala, va desxifrar finalment l'endevinalla de la Yupana que bàsicament és una taula amb onze forats, que el denomina "calculadora prehispànica" i és capaç de sumar, restar, multiplicar i dividir, la qual cosa li fa tenir esperances a descobrir finalment com funcionaven els quipus.

## Unitats de mesura
Va haver diferents unitats de mesura per a magnituds com la longitud i el volum en temps prehispànics. Els pobles andins, com en molts altres llocs del món, van prendre membres del cos humà com a referent per establir les seves unitats de mesura. No va existir un sistema d'unitats únic i d'ús obligatori i uniforme a tot el món andí. Molts documents i cròniques han registrat diferents sistemes d'origen local que van romandre en ús fins al segle XVI.

### Longitud
Entre les unitats de mesura de longitud, va existir la rikra (braça), que és la distància mesurada entre els dits polzes de l'home tenint els braços estesos horitzontalment. El kukuchu tupu (kukush tupu) equivalia al colze castellà i era la distància mesurada des del colze fins a l'extrem dels dits de la mà. Estava també la capa (pam), i la més petita era el yuku o jeme, que era la longitud existent entre l'índex i el dit polze, separant l'un de l'altre al màxim possible. La distància entre dos pobles haurien avaluat pel nombre de chasquis requerits per portar un encàrrec d'un poble a l'altre. Haurien usat proporcionalitat directa entre la circumferència d'una cleda i la quantitat d'envans de chaclas.

### Superfície
El tupu era la unitat de mesura de la superfície. En termes generals es definia com el lot de terra requerit per al manteniment d'un matrimoni sense fills. Tot hatun runa o home comú rebia una parcel·la en casar-se, havent de satisfer la seva producció les necessitats bàsiques d'alimentació i intercanvi de cònjuges. No corresponia a una mesura exacta, doncs les seves dimensions variaven segons les condicions de cada terreny i d'una ètnia a una altra. Es prenia en compte la qualitat del sòl i d'acord amb això es calculava el temps de descans necessari que havia de considerar-se després d'un cert nombre de campanyes agrícoles. Passat aquest temps, la parella podia reclamar a la seva curaca un nou tupu.

### Capacitat
Entre les unitats de mesura de capacitat està la pokcha, que equivalia a mitja faneca o 27,7 litres. Alguns cultius com el blat de moro eren mesurats en recipients; els líquids es mesuraven en una varietat de càntirs i tenalles. Hi havia caixes de varietat de càntirs i tenalles. Hi havia caixes de palla o jonc en els quals es guardaven objectes. Aquestes caixes també eren utilitzades en els dipòsits per emmagatzemar productes delicats o exquisits, com les fruites seques. Les fulles de coca eren mesurades en runcu o grans cistelles. Altres cistells eren coneguts com ysanga. Entre aquestes mesures de capacitat es troba el poctoy (purash) (almozada), que equival a la porció de grans o farina que entra en la concavitat formada amb les mans juntes. Els antics pobladors dels Andes van conèixer les balances de platerets i xarxes així com al huipe, instrument semblant a les romanes. Pel que sembla, la seva presència s'associa amb els treballs d'orfebreria i metal·lúrgia, oficis en els quals és necessari conèixer els pesos exactes per utilitzar les proporcions adequades en els aliatges.

### Volum
Sobretot el volum dels seus colcas i dels seus tambos (magatzems estatals, en punts claus del Qhapaq Ñan). Usaven els runqu (rongos: pacas), recipients portàtils o les ishanka (canastres) o bé la capacitat d'una chacra. Haurien manejat la proporcionalitat dels volums de prismes respecte de les seves altures —sense variar les bases.

### Temps
- Per al temps usaven el dia (jornada laboral), que podria incloure un matí i una tarda. El temps servia, indirectament, per apreciar la distància entre dues ciutats. 20 dies de Cajamarca a Cuzco era la separació.
- El mes, l'any i les fases de la lluna —molt consultades per a les feines de sembrada, collites i en la navegació.[21]